# Wilhelm Hennings
Wilhelm Hennings (ur. 13 września 1913, zm. 29 stycznia 1948 w Hameln) – zbrodniarz nazistowski, SS-Oberscharführer, członek załogi niemieckiego obozu/więzienia Fuhlsbüttel.
Od 1938 do 1939 był strażnikiem w obozie/więzieniu Fuhlsbüttel. Następnie wcielono go w szeregi Wehrmachtu i skierowano na front, gdzie w 1944 został ranny. W związku z tym w kwietniu 1944 Henningsa przeniesiono go do SS i przydzielono ponownie do służby w Fuhlsbüttel. Od 25 października 1944 był to podobóz KL Neuengamme. W kwietniu 1945 kierował jedną z kolumn ewakuacyjnych więźniów, którą skierowano do obozu Kiel-Hasse.
24 września 1947 Hennings został skazany w procesie załogi Fuhlsbüttel przez brytyjski Trybunał Wojskowy w Hamburgu na karę śmierci przez powieszenie. Uznano go za winnego dwóch zarzutów: udziału w mordowaniu i maltretowaniu więźniów zarówno samym obozie, jak i w trakcie jego ewakuacji w kwietniu 1945. Sam oskarżony przyznał się do zastrzelenia jednego więźnia i znęcania się nad innymi, którzy próbowali wziąć pożywienie od próbujących im pomóc cywili. Wyrok wykonano w więzieniu Hameln 29 stycznia 1948.